# トマーシュ・シャラムン
トマーシュ・シャラムン(Tomaž Šalamun, 1941年7月4日 -  2014年12月27日)は、スロベニアの詩人および翻訳家。

## 生涯
ザグレブで生まれ、リュブリャナで育った。1960年にコペルのギムナジウムを卒業し、1965年までリュブリャナ大学で歴史と美術史を学んだ。研究の傍ら、OHOと呼ばれるスロベニアの芸術集団に参加した。弟で画家のアンドラーシュ・シャラムン(Andraž Šalamun)もこの芸術集団内で活動していた。
1969年からのリュブリャナ近代美術館での下積みを経て、1971年にはリュブリャナ大学美術アカデミーで美術史の助手を務めた。
1970年、シャラムンはイタリアのピサの大学院で3か月の間勉強し、同年7月にはニューヨーク近代美術館に前述の芸術集団、OHOの一員として招待され、1か月滞在した。1971年の秋にはアメリカのアイオワ大学から招待を受け、1972年まで比較文学・文学理論学科で活動していた。その後、ニューヨークのサラトガ・スプリングズにあるアーティストコロニー、ヤッドに2か月間ずつ、3回にわたって招かれ(1974年、1979年、1986年)、創作活動を行った。自身の詩のほとんどは海外で創作されている。
詩の創作は1963年から1964年の間に始めた。OHOに所属し、リュブリャナ、ベオグラード、ザグレブ、ニューヨークでのOHOの展覧会で作品が展示された。また、クランでは個展を開いた。
シャラムンは1993年にムラディンスカ・クニーガ出版の文庫「コンドル」(Kondor)に詩集が収録されたことによって、スロベニアを代表する詩人として認められた。2005年にはスロベニア芸術科学アカデミーの準会員に選出された。
シャラムンの本は30冊以上が翻訳され、現在までに18の言語で翻訳・出版された。

## 活動
シャラムンが60年代に発表した詩（例えば1964年に発表した『ドゥーマ64』(Duma64)という詩、1963年にPerspektiveという雑誌の中で出された詩、1966年に出された詩集『ポーカー』(Poker)など）は政治的に挑発的な内容だったが、その当時、シャラムンはセルビアのシュルレアリスト詩人で、ユーゴスラビア共産党中央委員会(Centralni komite Komunistične partije Jugoslavije)の一員だったオスカル・ダヴィチョの援助も受けた。
国際詩フェスティバルや国際ライティングプログラム(英語:International Writing Program)など文学作品執筆の場、あるいは自身の巡回朗読会の中でゲストとして姿を見せたのはほとんどがアメリカでのことだった。バーモント大学、アイオワ大学、サラ・ローレンス大学、ハーバード大学、コロンビア大学、ジョージア州立大学、マサチューセッツ大学アマースト校、エモリー大学、ミシシッピ大学に招かれた。
2002年5月にはドイツ学術交流会(DAAD)の芸術プログラムの審査員によって1年間ベルリンに招かれた。奨学金は世界中の作家に授与された。

## 詩作品
シャラムンは戦後第二世代を代表する人物で、その中で最初に現代詩の型を確立した。それは社会的リアリズム、象徴主義、実存主義における伝統を打ち破るものだった。
シャラムンは30の詩集を出した。最初の詩集『ポーカー』で自身の言語を使っているが、その前にもすでに使っていた。その言語によって、従来詩においてタブーとされていた言葉を導入した。シャラムンは自分の詩に合うような形でそのような言葉を使っている。また、一人称では書いていない。シャラムンの詩では「私」が言語や隠された語り手の形になっているため、自身から直接伝える箇所はない。

### 詩集
- Poker (ポーカー、1966)
- Namen pelerine (レインコートの意図、1968)
- Romanje za Maruško (マルシュカのための巡礼、1971)
- Bela Itaka (白いイタキ、1972)
- Amerika (アメリカ、1972)
- Arena (アリーナ、1973)
- Sokol (鷹、1974)
- Imre (イムレ、1975)
- Druidi (ドルイド、1975)
- Turbine (タービン、1975)
- Praznik (祝日、1976)
- Zvezde (星、1977)
- Metoda angela (天使の方法、1978)
- Po sledeh divjadi (獲物の跡、1979)
- Zgodovina svetlobe je oranžna (光の歴史はオレンジ色、1979)
- Maske (仮面、1980)
- Balada za Metko Krašovec (メトカ・クラショヴェッツへのバラード、1981)
- Analogija svetlobe (光の類似、1982)
- Glas (声、1983)
- Sonet o mleku (ミルクについてのソネット、1984)
- Soy realidad (私は現実だ、1985)
- Ljubljanska pomlad (リュブリャナの春、1986)
- Mera časa (時の大きさ、1987)
- Živa rana, živi sok (生々しい傷、生々しい汁、1988)
- Otrok in jelen (子供と鹿、1990)
- Glagoli sonca (太陽の動詞、1993)
- Ambra (龍涎香、1995)
- Črni labod (黒い白鳥、1997)
- Knjiga za mojega brata (弟への本、1997)
- Morje (海、1999)
- Gozd in kelihi (森と聖杯、2000)
- Table (板、2002)
- Od tam (そこから、2003)
- Kaj je kaj (何が何だか、2005)
- Sončni voz (太陽の車、2005)
- Sinji stolp (空色の塔、2007)
- Narobe svet je tudi svet (間違った世の中も世の中である、2010)
- Letni čas(四季、2010)
- Opera buffa (オペラ・ブッファ、2011)

### 物語
- Hiša Markova (マルコの家、1992)
- Korporacija v 21 nadstropjih (21階の法人、2010)

### 改作・翻訳
- シモーヌ・ド・ボーヴォワール原作  Mandarini (Les Mandarins, 1971)
- アート・バックウォルド原作 Težave v raju (1975)
- Jaime de Angulo原作 Indijanske zgodbe (Indian Tales, 1978)
- アガサ・クリスティ原作 Odhod ob 16'50 (4.50 from Paddington, 1978)
- F. W. Winterbotham原作 Nacistična znanstva (The Nazi Connection, 1983)
- ウォルター・デ・ラ・メア原作 Čudežni jopič (短編集, 1984)
- ルネ・ゴシニ原作 Nikec (Le petit Nicolas, 1985)
- チャールズ・シミック原作 Razgaljanje tišine (詩集, 2001)

## 受賞歴
- 1967 Nagrada Mladosti (青少年文学賞)
- 1973 Nagrada Prešernovega sklada (プレシェーレン基金賞)
- 1978 Nagrada železarne Sisak (Sisak製鉄所賞)
- 1981 Nagrada Ljubiša Jocić (リュビシャ・ヨツッチ賞)
- 1988 Jenkova nagrada (イェンコ賞、詩集『時の大きさ』で受賞)
- 1999 Prešernova nagrada (プレシェーレン賞)
- 2003 Nagrada Altamarea v Trstu (トリエステのアルタマレア賞)
- 2007  Preis der Stadt Münster für Europäische Poesie(ミュンスター市ヨーロッパ詩賞)
- 2007 Jenkova nagrada (イェンコ賞、詩集『空色の塔』で受賞)
- 2009  „Златен венец“, Струшки вечери на поезијата (ストルガ詩の夕べで金冠賞を受賞）